# Hanniwka (hromada Kurachowe)
Hanniwka (ukr. Ганнівка) – wieś na Ukrainie, w obwodzie donieckim, w rejonie pokrowskim, w hromadzie Kurachowe. W 2001 liczyła 205 mieszkańców.